# Effet rebond (médecine)
Pour les articles homonymes, voir Effet rebond.

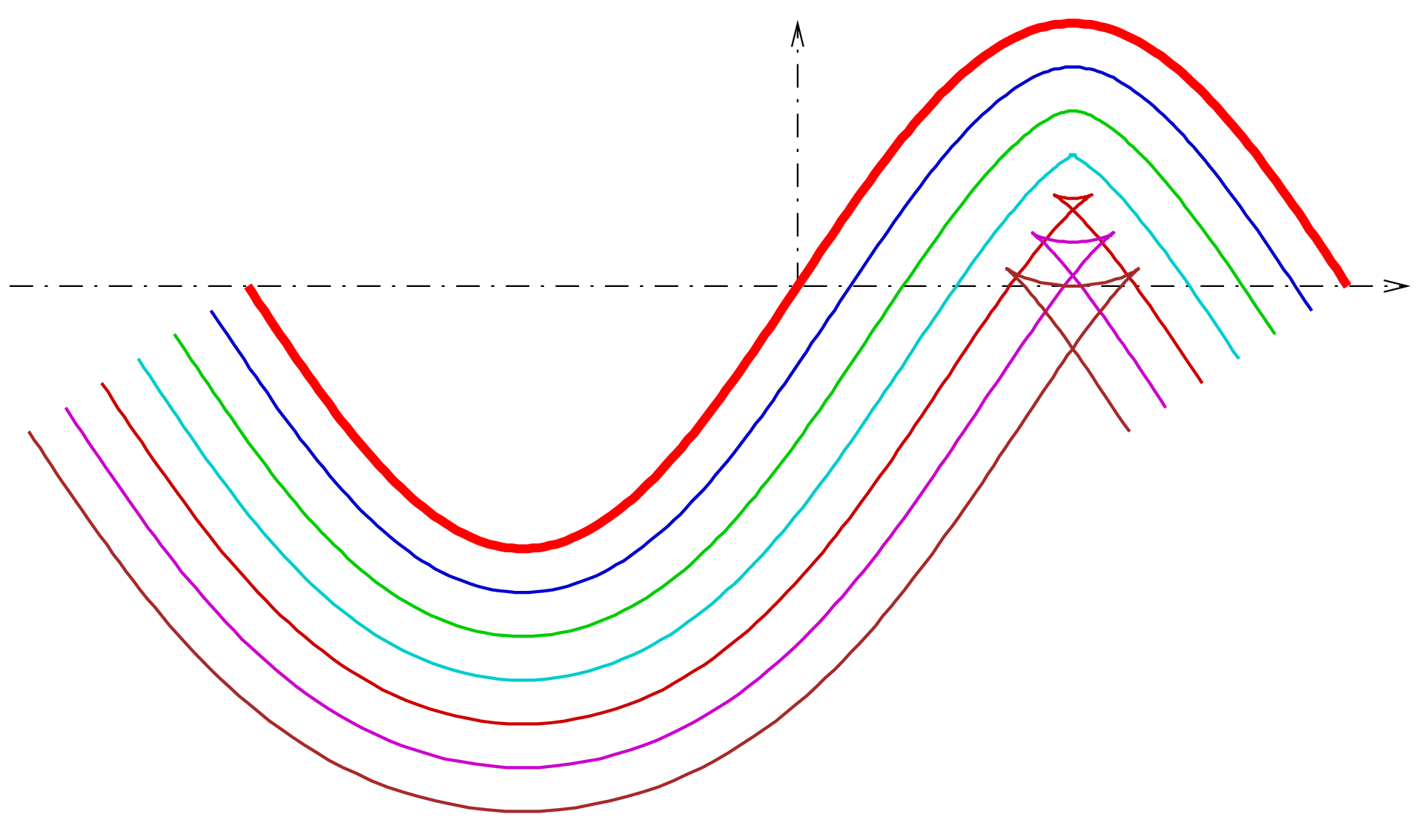
la réduction des symptômes est suivie d'un rebond avec des symptômes plus fort qu'initialement

L'effet rebond ou phénomène de rebond est l'apparition ou la réapparition de symptômes qui étaient absents ou contrôlés pendant un traitement médicamenteux, mais (ré)apparaissent lorsque ce traitement est arrêté ou que la dose est réduite. Dans le cas de réapparition, les symptômes qui réapparaissent ont souvent une intensité augmentée par rapport aux symptômes présents avant traitement.
Par exemple, des anxiolytiques, des antidépresseurs, des sédatifs, des stimulants, et des antipsychotiques peuvent provoquer cet effet rebond.

## Cas des hypnotiques sédatifs

### Effets rapportés

#### Anxiété
Plusieurs anxiolytiques et hypnotiques ont un effet rebond. Par exemple, le sevrage des benzodiazépines peut causer une anxiété rebond et une insomnie rebond graves, pire que l'insomnie ou que le trouble anxieux d'origine. Environ 70 % des patients qui arrêtent les benzodiazépines font l'expérience de l'effet rebond. Les symptômes de l'effet rebond peuvent être un facteur dans l'utilisation chronique de médicaments et dans la dépendance à la drogue sur le long terme. Des patients continuent à prendre certains médicaments uniquement pour conjurer les symptômes désagréables et parfois invalidants de deux phénomènes distincts : le sevrage physique et l'effet rebond.

#### Insomnie
L'insomnie rebond est l'insomnie qui se produit après l'arrêt de substances sédatives prises pour soulager l'insomnie primaire. L'utilisation régulière de ces substances peut entraîner un sujet à devenir dépendant de ses effets afin de s'endormir. Par conséquent, quand une personne a cessé de prendre son traitement et expérimente les effets rebonds, elle peut souffrir d'insomnie comme un symptôme de sevrage. Parfois, cette insomnie rebond peut être pire que l'insomnie d'origine que le médicament était pourtant destiné à traiter.
Les médicaments couramment délivrés, reconnus pour provoquer ce problème d'insomnie rebond, et prescrits aux individus ayant des difficultés à s'endormir ou à rester endormis, sont l'eszopiclone, le zolpidem, et les anxiolytiques comme les benzodiazépines.

#### Dépression
Des symptômes dépressifs peuvent sembler apparaître chez des patients jusque-là indemnes d'un tel trouble.

### Délai de survenue
Le délai de survenue du phénomène de rebond dépend des caractéristiques pharmacocinétiques (durée de vie dans l'organisme) des molécules. Par exemple durant la journée, des effets rebond d'anxiété, de goût métallique, de troubles de la perception, qui sont typiques des symptômes de sevrage aux benzodiazépines peuvent se produire si la veille on a pris des benzodiazépines et que leur action hypnotique diminue. Un autre exemple est l'insomnie rebond du petit matin qui peut se produire quand l'effet d'un hypnotique à élimination rapide se dissipe, ce qui conduit à un éveil-rebond forçant prématurément le réveil complet du sujet.
Un médicament qui semble être souvent associé à ces problèmes est le triazolam en raison de sa forte puissance et de sa demi-vie ultra courte ; mais ces problèmes peuvent aussi se produire avec d'autres hypnotiques à action courte,,. Le quazépam, en raison de sa sélectivité pour les récepteurs benzodiazépines de type1 et de sa longue demi-vie, n'entraîne pas d'anxiété rebond dans la journée.
Cela montre que la demi-vie est très importante pour déterminer si un hypnotique utilisé la nuit entrainera le lendemain des effets rebonds ou non. Les effets rebonds qui apparaissent la journée ne sont pas nécessairement légers, et peuvent parfois entrainer des perturbations psychiatriques et psychologiques importantes.

## Autres exemples

### Stimulants
Les effets rebonds des stimulants tels que le méthylphénidate ou la dextroamphetamine comprennent la psychose, la dépression et des symptômes du trouble du déficit de l'attention ; mais sous une forme temporaire et exagérée,,. Jusqu'à un tiers des enfants atteints du trouble du déficit de l'attention éprouvent un effet de rebond lorsque le méthylphénidate est arrêté.

### Antidépresseurs
De nombreux antidépresseurs, y compris les ISRS, peuvent causer une dépression rebond, des attaques de panique rebonds, une anxiété rebond, et une insomnie rebond quand ils sont arrêtés.

### Antipsychotiques
L'apparition ou la réapparition soudaine et grave d'une psychose peut survenir quand des antipsychotiques sont arrêtés trop rapidement.

### Modulateurs adrénergiques de type alpha-2
Une hypertension rebond, au-dessus du niveau avant traitement, a été observée après l'arrêt de la clonidine, et après l'arrêt de la guanfacine.

### Corticostéroïdes
L'utilisation de corticostéroïdes très puissants, tels que le clobetasol (en) pour le psoriasis et la dermite séborrhéique, expose lors d'un sevrage brusque au développement d'un cas beaucoup plus grave de psoriasis. Par conséquent, le sevrage devrait être progressif, peut-être en diluant le médicament dans une lotion, de manière à baisser graduellement et jusqu'à ce que très peu de médicament soit appliqué.

### Analgésiques
La céphalée de rebond (en) peut apparaitre lorsque la dose d'un traitement analgésique est diminuée, ou que le traitement analgésique est arrêté (rapidement ou non).

### Décongestionnants
L'utilisation continue de décongestionnants topiques (aérosols nasaux) peut conduire à une congestion nasale constante connue sous le nom de rhinite médicamenteuse ou iatrogène (en).